# 久米宏のTVスクランブル
『久米宏のTVスクランブル』（くめひろしのテレビスクランブル）は、1982年10月10日から1985年3月31日まで日本テレビ系列などで放送された生放送の情報バラエティ番組で、久米宏の冠番組。放送時間は毎週日曜日 20:00 - 20:54。
1983年、第15回テレビ大賞優秀番組賞受賞。1984年、第1回全日本テレビ番組製作社連盟ATP賞最優秀賞受賞（メインパーソナリティの久米も同時に個人賞を受賞）。

## 概要
毎回旬の話題をビデオ構成で取り上げ、それについての感想をスタジオのメインパーソナリティがコメントする番組。生放送は日本テレビ北本館（当時）5階Kスタジオで行われ、観客を入れる公開形式をとった。当時はENGの普及期であり、収録したての多量の短いビデオ映像を「およそ10コーナー、それぞれ3分ほど」の速いテンポで連発していく「マガジン形式」の構成は、テレビ史上画期的な取り組みだった。
1980年より2年半、久米はオフィス・トゥー・ワンのスタッフ数名と新たな番組を立ち上げるべく、場所を変えながら毎週2～3時間スタッフとの勉強会を重ね、この番組を実現させた。番組は2年半で終了したため、久米はのちに「構想2年半、放送2年半というクオリティ」と回想している。
横浜市の放送ライブラリーでは、第1回である1982年10月10日放送分が視聴可能である。

### 横山やすしの起用および降板
久米の相手役として、漫才コンビ「横山やすし・西川きよし」の横山やすしが起用された。やすしの出演は久米自身の強い希望であったという。
久米とやすしのやりとりは、斬新な企画と相まって人気を集めたが、やすしは生放送中の暴言や、出演を直前で取りやめるなどのトラブル（後述）をたびたび起こし、1984年の11月に番組を降板させられた。なお、当時のやすしの所属事務所・吉本興業東京支社長で「やすし・きよし」の元マネージャーでもあった木村政雄は「この頃から次第に、横山さんは酒の匂いを残したまま番組に出演するようになりました」とのちに語っている。
やすしが降板したあとは毎回ゲストコメンテーターを呼ぶ形式となり、立川談志、清水國明などの芸能人のほか、政治家では渡辺美智雄、森喜朗などが出演している。

### 番組終了と『ニュースステーション』への影響

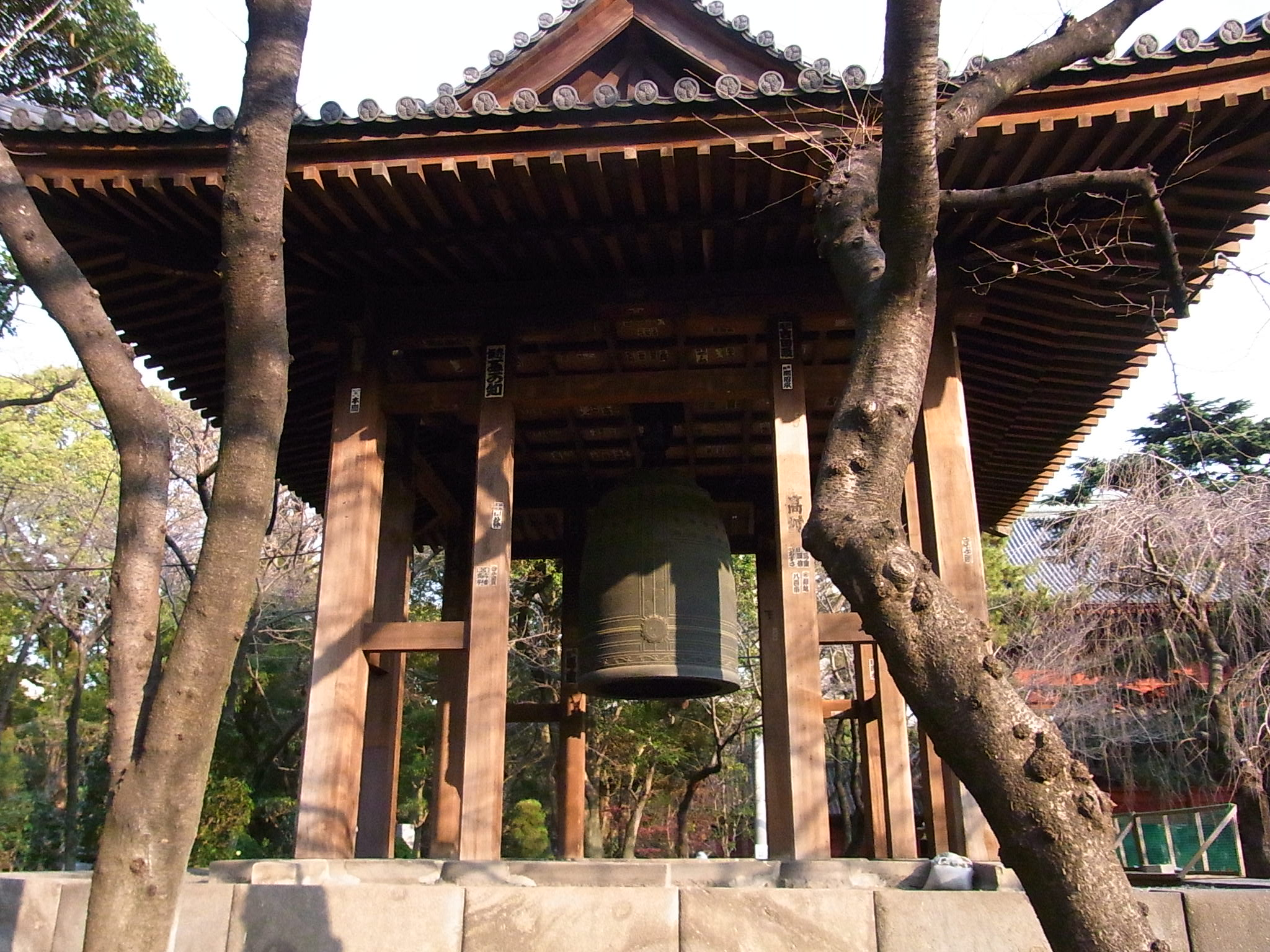
最終回の冒頭とエンディングに登場した増上寺の大梵鐘（最終回エンディングではこの前でテーマ曲生演奏が行われた）

番組の視聴率は安定していたが、「人気が衰えてから終了させたくない」とのオフィス・トゥー・ワンの方針と、「半年間の充電期間を設けたい」とする久米の意向を理由に、1985年3月をもって終了した。
久米は『TVスクランブル』を「未来のニュース番組につながるステップボードのような役割を果たしている」としており、1984年夏ごろから当番組の企画会議と並行して、オフィス・トゥー・ワンとともに、のちの『ニュースステーション』（テレビ朝日系列）となるニュース番組の企画を開始している。久米の「充電期間」とは、実際にはこの『ニュースステーション』の企画が固まり、同年秋からの開始に向けた準備期間のことだった。
最終回では南伸坊をゲストに迎え、今まで放送された各コーナーや未放送場面を放送。エンディングでは東京都港区の増上寺大梵鐘前でテーマ曲が生演奏され、恒例の空撮映像で広島県厳島近辺を紹介し、番組を締めくくった。なお、久米はこの最終回の記憶が「ない」と回想している。
『TVスクランブル』の構成や内容は、『ニュースステーション』にも影響を与えたとされる。初期に放送されていた「金曜版」では『TVスクランブル』のカラーを引き継いだようなコーナーが多く放送されていた。

## 出演者
- メインパーソナリティ
  - 久米宏
  - 横山やすし（1982年10月 - 1984年11月）
  - 福富達（当時日本テレビ解説委員）
- アシスタント：菅えりこ→渡辺みなみ
- ビデオコーナー
  - 伊藤克信
  - 伊吹太郎（チャンバラトリオ）

## スタッフなど
- テーマ曲作編曲：羽田健太郎
- 構成：鵜沢茂郎、山本喜浩／上西研三郎、内山安雄、内堀尚、遠藤まもる、太田イサム、岡本紋弥、たみやじゅん
- 音響効果：塚田益章（スポット）
- ディレクター：佐藤文彦、奥津啓治／堀田哲郎、伊世憲造、川中博、薦田義邦（現・こもだ義邦）、助田卓、松本直規、吉岡攻、新井一生、小松原登、室川治久（NTV）
- プロデューサー：森田義一、新沢浩、原薫太郎（以上NTV）／高村裕、藤田邦夫（オフィス・トゥー・ワン）
- ロケ技術協力：テレビテクニカ、ビジョン ユニバース
- 製作：日本テレビ、オフィス・トゥー・ワン

## 主なコーナー
人間ウォッチング
当時脚光を浴びつつあったバードウォッチングの手法で、不特定多数の人々の行動をカメラに収め「観察」する企画。通勤電車内の様子、チラシ配りの人々といったものの他、「1984年のある試合（放送当日のデーゲーム）におけるプロ野球選手（当時）の衣笠祥雄の様子（この時は衣笠本人がゲスト出演）」というものもあった。また、忘年会で酒が飲めなくてつまらなそうにしている冴えないサラリーマンを放送したところ、それが久米の小学校の同級生であることが判明したことがあった。
こんなに違う
幼稚園と保育所、カメラ量販店と街のカメラ屋さん、後楽園球場の巨人戦と日本ハム戦などを同時かつ多角的に比較していた。
なんでもベスト5
「ミスコン優勝者に聞く、美人で損したこと」「新潟県民に聞く田中角栄の功績」など、さまざまなランキングを発表する。黒柳徹子がゲストで出演した際、久米が『ザ・ベストテン』と間違えて「今週の第○位」と言ってしまったことがあった。
ザッツ・マネー
「一生にかかる儀式の金額」や「家の物をすべて質屋に預けたときに手に入る金額」など、世の中の事象を金額に換算する。
限定情報
「たこ焼き屋をやりたい人」「大相撲に懸賞幕をかけたい人」など、極めて限定された人だけに役立つ情報を提供する。1985年シーズンへの契約更改に向けたプロ野球選手（当時）の江川卓への情報というものまであった。
兆しコーナー
「浪人の兆し」「老人ボケの兆し」など、このような事象が現れたら要注意ということを紹介する。
今週のカタログ
「銭湯の絵はこんなにある」とか「忠臣蔵には現代の法律ではこれだけの数の犯罪がある」など、いろいろな種類のものを一挙に見せる。
今週の赤ちゃん
動物の赤ちゃんの映像をビデオクリップ風に流す人気コーナー。エンディング前に放送されていた。後にビデオにまとめられ、『赤ちゃんスクランブル』の題名で販売もされた。
日本全国美人妻
各地の美人（とされる）人妻を紹介するコーナー。登場する人物は20代から30代の者が多かったが、たまに40代以上の者が出ることもあった。氏名、年齢、家族構成、手取収入等の質問に答えた後、今晩の夕食のおかずを紹介する。その後、旦那さんをいつもの呼び方で呼んでもらい、写真で登場して締めるのがパターンであった。VTRの後、横山やすしが○×で判定するが、当人の容姿よりおかずの種類や旦那の顔等で決まることが多かった。
この道はどこへ行く道
「異常に豪華な誕生会」「美容整形する小学生」など、日本の将来が憂慮されるような事象をリポートする。
道徳の時間
主に道徳の教科書に取り上げられている内容に対する感想を視聴者からつのるものだが、現実に起きた出来事が題材になる事も少なくなかった。1994年に久米が司会する独立したスペシャル番組として何度かリメイクされた。
除夜の鐘難視聴撲滅運動
太平洋戦争中、金属供出によって鐘を撤去された寺に新しい鐘をプレゼントし、日本中のどこからでも除夜の鐘を聞けるようにするプロジェクト。実際に寺社や自治会からの応募が多数寄せられていた。
テレビのない家族
小さな子供がいる複数の家庭からテレビを撤去してもらい、その様子を随時レポートする。しかし、テレビのない生活が各家庭で意外に好評であったため、期間は半年近くに延長の上、撤去したテレビ自体も各家庭の了承の上で視聴者プレゼントとなった。
夢のハリセンおじさん
最低限のマナーも守れない非常識な人間に、ハリセンを持った中年男性（チャンバラトリオの伊吹太郎）が、その人間達をハリセンで叩いて懲らしめるコーナー。不定期で放送された。実際の一般人を叩いているわけではなく、役者による再現だった。
何が悪いのよオバサン
傍から見ると、周りに迷惑をかけたり不快にさせたりしているにもかかわらず、「何が悪いのよ!」と開き直る中年女性を通して、反面教師として、それがいかにみっともないかを視聴者に教えようとしたコーナー。だが、最終回で上記のハリセンおじさんはこの何が悪いのよオバサンの夫で、上記の活躍はすべておじさんの空想の産物だったというオチで終了し、その終わり方が賛否両論となった。
今週の予言
最近の話題を取り上げ、○○となれば××となるという予言を「風が吹けば桶屋が儲かる」的に紹介していくコーナー。
例：「放送衛星が故障すれば北方領土がソ連から返還される」
放送衛星が故障する → ロサンゼルス五輪の中継ができなくなる → TV中継に写るのが目的だった選手たちの不満がたまる → 選手団が五輪をボイコット → 同じくボイコットするソ連が日本を同盟国と見なすようになる → 北方領土が返還される
小さな学校
徳島県三好郡山城町（現在の三好市）の山中にある小学校の分校での、2歳違いの兄弟（この2人が放送当時の分校の全生徒）と、やはり分校唯一人の若い男性教諭による学校生活をドキュメンタリー形式で追ったもの。レギュラーコーナーとして不定期的に取り上げられ、分校ならではの学校生活とあわせて、兄弟の成長や先生の一生懸命さが季節の移ろいと共に紹介されていた。多くの視聴者が番組を通して彼らを暖かく見守っていたようである。番組の最終回直前に兄弟の兄が卒業し、翌年度からはマンツーマン教育の様相となるところでコーナー自体も終了している。
日本一周・海岸線の空撮
エンディングのコーナー。日本の海岸線を空撮で映し、併せて登場した地域の紹介を行う。霞ヶ浦から海岸線を北上し、最終的に日本一周する予定だったが、途中で番組が終わった。悪天候のため空撮ができないこともあり、その時は過去の空撮VTRを流していた。

### 選挙特番
放送日に国政選挙が行われる日には、『久米宏のTV選挙スクランブル』と題して放送時間を拡大して放送した。当選確実でなく「落選確実」の候補を速報し、落選した候補者には、葬送行進曲（風船割りゲームで全滅した時の音）を流し、候補者の顔写真が落ちていくという演出を行うなど、他の選挙報道番組とは一線を画すものであった。通常番組の各コーナーを選挙用にしたVTRも放送された（国会の赤じゅうたんの値段の紹介や、前述の「兆しコーナー」の構成を使った「落選の兆し」など）。
関連番組
- 選挙ステーション（第1回のみ『久米宏の選挙ステーション』）
- zero選挙
- ゲキセン!

## エピソード
- 番組の裏で放送されているNHK大河ドラマは当時20〜30％台の高視聴率で推移していたため、生放送の当番組では常にそれを意識した発言をしていた。とくに「徳川家康」放送の83年当時はドラマが終わる45分以降の視聴者を取り込もうと、大河が終わったあとに挨拶するなど工夫を凝らしていた。また85年の大河ドラマ「春の波涛」開始時には、ドラマを見なくても良いよう15分のダイジェストを放送、大河はこれを一年かけて水増しして放送してるから見なくても良いと視聴者に呼びかけた。
- 横山やすしは番組出演時に、次のようなトラブルを起こしている。木村政雄はやすしのこれらの行動について「漫才の天才が、司会の名手に後れを取った焦燥感の発露」としている[6]。
  - やすしにとって日曜日は趣味のパワーボートレースに参加する日であり、放送開始直前のスタジオ入りが恒例だった[6]。ただし後述の欠席事件を起こすまでは、遅刻はしなかったとされる[6]。ある週ではレース中の事故で歯を折り、顔を腫らせた状態で出演した[2]。
  - 酒に酔った状態で出演した。酒の勢いで悪態をつくなり、そのまま番組終了を待たずスタジオからいなくなることもあった[2]。
  - 本番中に勝手にトイレに行った[2][6]。
  - 選挙特番中にくしゃみをして、スタジオの観客に「鼻かみ（ティッシュペーパー）持ってないか」と声をかけた[6]。久米はあきれ、「生放送中なんだからティッシュペーパーなんか取りに行かないで!!誰かティッシュあげて下さい!!」と声を荒らげた。
  - 1983年2月13日の放送回で、やすしの「差別的表現」の発言を巡り、日本社会党福岡県本部がネット局の福岡放送に抗議する[10]。部落解放同盟中央本部も日本テレビへ抗議を行った[10]。
  - 1984年7月15日の放送回で、ゲストの国会議員に対し「あほんだら」、そのほか放送禁止用語を含む暴言[6]を吐いて批判を浴びた。プロ野球中継・ロス五輪中継での2週休止を経て、8月5日放送回では「×」を大きく書いたマスクを付けて出演し、「今日は黙秘権」と発言を一切拒否した[2]。
  - 1984年8月19日、初の番組欠席。表向きは「過労と肝臓病によるダウン」と発表されたが、前夜から酒を飲み、知人宅で寝込んでいた[2]。
  - 1984年11月11日、無断で番組を欠席。のちに「渋滞が原因で飛行機に乗り遅れた」と語ったが、事態を重く見た日本テレビはやすしの降板を決定[2]。
  - 久米は著書で、やすしは生放送が終わると即座にスタジオから姿を消したので、放送中の会話以外でやすしと話をしたのは「2年半で合わせて10分間になるかどうか」と振り返りつつ、やすしとの出会いやこの番組でのやすしの立ち振舞いを機に「怖いものはない、生番組で何が起きても大丈夫、なんとか切り抜けられる」という度胸がついたといい、「その怖いもの知らずの度胸がなければ『ニュースステーション』など始められなかっただろう」とも回想している[11]。しかし、久米自身が「随分後になってから人づてに聞いた話」として、ある時酔っ払ったやすしが人払いした上で番組の関係者に「なぁ、ホンマのこと言ってくれ。久米君はワシを必要としてるんか」と聞いた事があったと振り返っている[12]。やすしが1996年に急死した時、久米は「根っからの漫才師だったやすしを「ただの漫才師にあらず」という立場に置いたのは僕だったのではないか、『TVスクランブル』への出演が結果的にやすしの命を縮めたのではないか」と感じ、後に木村政雄が『ニュースステーション』にゲスト出演した際にそのことを問うた事もあるという[13]。
- 番組で日本が熱帯雨林減少問題に大きく関わっている、という旨のビデオを取り上げて以降、少しでもその問題の改善になればと、番組の進行表を、新聞の折込チラシの裏側に書き入れ、出演者・スタッフともにそのまま本番中にそれを使用するとともに、番組中でしきりにそれをアピールすることで問題提起を行った。
- 翌週にプロ野球中継がある場合は、エンディングの空撮映像のバックで久米が「さて来週ですけど、巨人戦がありますので、番組はお休みさせていただきます」とコメントするのが通例であった。

## 放映ネット局
系列は放送当時のもの。
| 放送対象地域  | 放送局             | 系列                                         | 備考   |
| ------------- | ------------------ | -------------------------------------------- | ------ |
| 関東広域圏    | 日本テレビ         | 日本テレビ系列                               | 制作局 |
| 北海道        | 札幌テレビ         | 日本テレビ系列                               |        |
| 青森県        | 青森放送           | 日本テレビ系列 テレビ朝日系列                |        |
| 岩手県        | テレビ岩手         | 日本テレビ系列                               |        |
| 秋田県        | 秋田放送           | 日本テレビ系列                               |        |
| 宮城県        | ミヤギテレビ       | 日本テレビ系列                               |        |
| 山形県        | 山形テレビ         | フジテレビ系列                               | [ 14 ] |
| 福島県        | 福島中央テレビ     | 日本テレビ系列                               |        |
| 山梨県        | 山梨放送           | 日本テレビ系列                               |        |
| 新潟県        | テレビ新潟         | 日本テレビ系列                               |        |
| 長野県        | テレビ信州         | テレビ朝日系列 日本テレビ系列                |        |
| 静岡県        | 静岡第一テレビ     | 日本テレビ系列                               |        |
| 富山県        | 北日本放送         | 日本テレビ系列                               |        |
| 福井県        | 福井放送           | 日本テレビ系列                               |        |
| 中京広域圏    | 中京テレビ         | 日本テレビ系列                               |        |
| 近畿広域圏    | 読売テレビ         | 日本テレビ系列                               |        |
| 鳥取県 島根県 | 日本海テレビ       | 日本テレビ系列 テレビ朝日系列                |        |
| 広島県        | 広島テレビ         | 日本テレビ系列                               |        |
| 山口県        | 山口放送           | 日本テレビ系列 テレビ朝日系列                |        |
| 徳島県        | 四国放送           | 日本テレビ系列                               |        |
| 香川県 岡山県 | 西日本放送         | 日本テレビ系列                               |        |
| 愛媛県        | 南海放送           | 日本テレビ系列                               |        |
| 高知県        | 高知放送           | 日本テレビ系列                               |        |
| 福岡県        | 福岡放送           | 日本テレビ系列                               |        |
| 長崎県        | テレビ長崎         | フジテレビ系列 日本テレビ系列                |        |
| 熊本県        | くまもと県民テレビ | 日本テレビ系列                               |        |
| 大分県        | テレビ大分         | 日本テレビ系列 フジテレビ系列 テレビ朝日系列 |        |
| 宮崎県        | テレビ宮崎         | 日本テレビ系列 フジテレビ系列 テレビ朝日系列 |        |
| 鹿児島県      | 鹿児島テレビ       | 日本テレビ系列 フジテレビ系列                |        |